# Konstantin Kawielin
Konstantin Dmitrijewicz Kawielin (ros. Константин Дмитриевич Кавелин, ur. 4 listopada 1818, zm. 5 maja 1885) – rosyjski historyk, prawnik, i socjolog, określany czasem jako główny architekt wczesnego rosyjskiego liberalizmu. 

## Życiorys
Ukończył prawo na Uniwersytecie Moskiewskim. W latach 1857–1861 był profesorem Imperatorskiego Uniwersytetu Petersburskiego. Wykładał również w Aleksandrowskiej Wojskowej Akademii Prawniczej . W latach 40. XIX wieku był blisko związany z Granowskim i Hercenem i podzielał poglądy tzw. „zapadników”.  Pod koniec lat 50. zbliżył się do słowianofilów. W latach 1860–1880 występował przeciw materializmowi w psychologii i etyce. Pod wpływem Hegla ujmował historię Rosji jako proces stopniowego rozkładu wspólnot rodowych i zastępowaniu ich przez porządek prawno-państwowy.

## Wybrane publikacje
- Zadaczi psichołogii (1872)
- Zadaczi etiki (1884)
- Wzgład na juridiczeskij byt Driewniej Rossii (Rzut oka na formy prawne Starej Rusi, 1847)